# Epiphragma (Epiphragma) caligatum
Epiphragma (Epiphragma) caligatum is een tweevleugelige uit de familie steltmuggen (Limoniidae). De soort komt voor in het Oriëntaals gebied.